# Radical 202
Le radical 202, qui signifie le millet, est un des 4 des 214 radicaux chinois répertoriés dans le dictionnaire de Kangxi composés de douze traits.
Le caractère Unicode de 黍 est 9ECD.

## Caractères avec le radicacal 202188181848
| nombre de traits          | caractères |
| ------------------------- | ---------- |
| Sans trait supplémentaire | 黍         |
| 3 traits supplémentaires  | 黎         |
| 5 traits supplémentaires  | 黏         |
| 11 traits supplémentaires | 黐         |